# Cremaster 1
Cremaster 1 es una película de 1995 del artista y cineasta Matthew Barney. Es el primer volumen de su Ciclo Cremaster, que comprende asimismo las cintas Cremaster 2, Cremaster 3, Cremaster 4 y Cremaster 5, las cuales se desarrollaron y produjeron entre 1994 y 2002.

## Trama

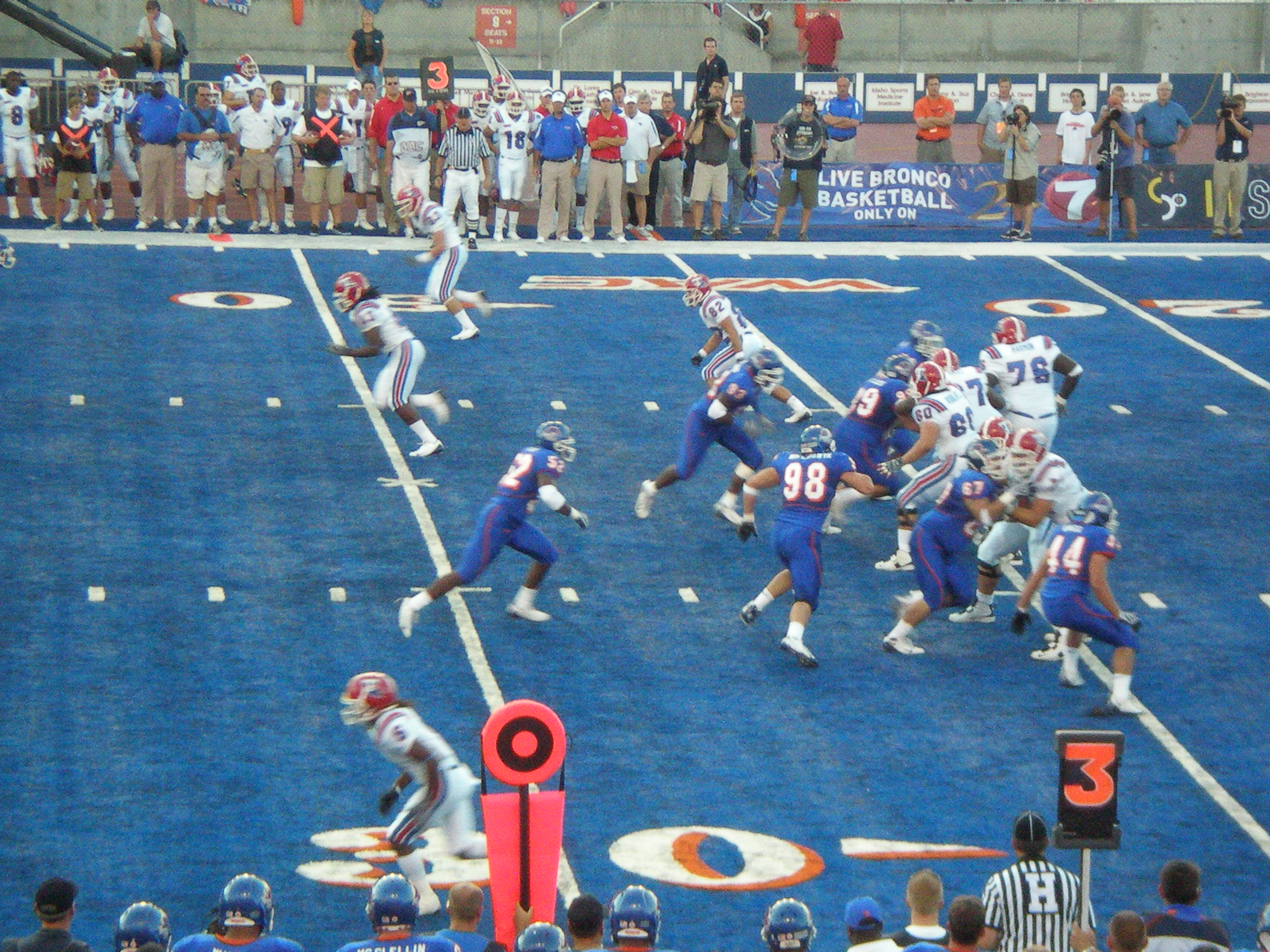
El estadio Bronco de Boise, con su distintiva superficie azul.

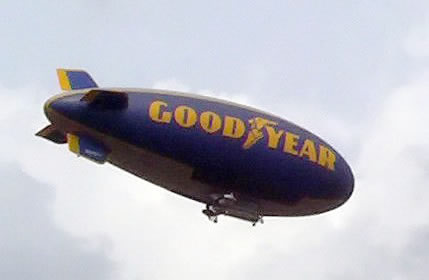
Un dirigible de la compañía Goodyear.

Cremaster 1 se desarrolla durante la máxima ascensión del músculo cremáster, en un estado de indiferenciación sexual primaria. Por tal razón, la cinta no contiene personajes masculinos, y es consiguientemente la única en la que Matthew Barney no interpreta a ningún personaje.
Su trama consiste en una revista musical montada en el estadio Bronco de Boise, en el estado de Idaho, que es la ciudad donde el autor nació. En el campo de juego se desplaza un grupo de bailarinas con elementos cheerleaders creando figuras y coreografías con colores y música. En el cielo, sobrevolando el estadio, hay dos dirigibles de la marca Goodyear, en que transportan cada uno cuatro azafatas, que en un principio permanecen inmóviles. En esa primera etapa solo se escucha la música ambiental que evoca el sonido de las turbinas.
En el centro de cada cabina de los dirigibles hay una mesa blanca con una figura esculpida en vaselina que podría ser un órgano reproductor, rodeada de racimos de uvas, salvo que en un dirigible las frutas son verdes y en el otro rojas. Bajo ambas mesas, sin embargo, en una suerte de capullo conformado por los manteles blancos se encuentra el personaje doble de Goodyear, interpretado por el travesti Marti Domination, cuya simultaneidad desencadena la acción narrativa.
Goodyear toma uvas de los dos colores y traza diagramas mediante los cuales dirige los patrones coreográficos reproducidos por unas bailarinas en la pista, alternando la cámara entre estas y las frutas. Los diseños los componen figuras celulares que pasan de un sistema dividido horizontalmente a un sistema reproductivo indiferenciado, que marca las primeras seis semanas de desarrollo fetal, representando la total potencialidad del sistema.